# Opere di Franz Kafka
Lo scrittore boemo di lingua tedesca Franz Kafka durante la sua vita ha dato il permesso di far pubblicare soltanto una minima parte della sua vasta opera letteraria, per lo più antologie o racconti sciolti, fra i quali uno dei più celebri è sicuramente La metamorfosi con il suo protagonista Gregor Samsa. Per il resto il lascito ha seguito la via della pubblicazione così come predisposto e programmato dall'esecutore testamentario nonché amico dell'autore Max Brod.
Quello che segue è un elenco delle opere di Kafka ordinato secondo la data di prima pubblicazione; viene segnalata l'eventuale data di composizione differente dalla prima.

## Opere

### Racconti
- La condanna (Das Urteil), conosciuto in lingua italiana anche come Il verdetto o La sentenza, è stato scritto nella notte tra il 22 e il 23 settembre 1912, dalle 22 alle 6 di mattina (come annota Kafka stesso nel suo Diario). Il racconto è stato pubblicato la prima volta con la dedica alla signorina Felice B. (Felice Bauer) su "Arkadia", rivista a cura di Max Brod, presso l'editore Kurt Wolff di Lipsia nel 1913 e in volumetto presso lo stesso nel 1916 (con qualche variante).
- La metamorfosi (Die Verwandlung), uno dei più celebri e noti racconti di Kafka, scritto nel 1912, suddiviso in tre parti; viene pubblicato per la prima volta nel 1915 dal suo editore Kurt Wolff a Lipsia, prima su rivista e poi come volume a sé stante.
- Nella colonia penale (In der Strafkolonie). Scritto tra il 5 e il 18 ottobre 1914, venne pubblicato per la prima volta da Kurt Wolff, editore di Lipsia nel 1919.
- Il fochista (Der Heizer): risalente al 1913 e destinato ad essere il primo capitolo di un romanzo da intitolare "Il disperso", che rimase però incompleto e che fu pubblicato per la prima volta postumo nel 1927 sotto il titolo di America.
- Descrizione di una battaglia (Beschreibung eines Kampfes), scritto fra il 1903-07 è pubblicato nella sua interezza per la prima volta postumo. Contiene due dialoghi pubblicati originariamente in forma separata ("Conversazione con l'orante" e "Conversazione con l'ubriaco") nel 1909; mentre una versione differente della conversazione con l'orante appare Nella colonia penale
- Preparativi di nozze in campagna (Hochzeitsvorbereitungen auf dem Lande), scritto nel 1907-09 viene pubblicato postumo: sopravvissuto in frammenti con pagine mancanti e due stesure, la prima di due capitoli interrotti e una seconda più breve in un solo capitolo, altrettanto interrotta.

#### Raccolte
- Meditazione (Betrachtung, conosciuta in italiano anche come Contemplazione) è una raccolta di 18 brevi racconti e apologhi scritti tra il 1904-12 e dedicata a M. B. (ossia Max Brod); pubblicata per la prima volta nel 1913 dall'editore Ernst Rowohlt di Lipsia. I titoli sono:

1. Bambini sulla via maestra[1] oppure Bimbi sulla via maestra (1904-05), titolo originale: Kinder auf der Landstraße
2. L'imbroglione smascherato oppure Smascherato un gabbamondo (1911-12), titolo originale: Entlarvung eines Bauernfängers
3. La passeggiata improvvisa (1912), titolo originale: Der plötzliche Spaziergang
4. Decisioni oppure Risoluzioni (1912), titolo originale: Entschlüsse
5. La gita in montagna (1904-05), titolo originale: Der Ausflug ins Gebirge
6. L'infelicità dello scapolo (1911), titolo originale: Das Unglück des Junggesellen
7. Il commerciante (1907), titolo originale: Der Kaufmann
8. Guardando fuori distratti oppure Guardando distrattamente fuori (1907), titolo originale: Zerstreutes Hinausschaun
9. Due che passano correndo oppure I passanti (1907), titolo originale: Die Vorüberlaufenden
10. Tornando a casa (1907), titolo originale: Der Nachhauseweg
11. Il passeggero (1907), titolo originale: Der Fahrgast
12. Vestiti (1904-05), titolo originale: Kleider
13. Il rifiuto (1906), titolo originale: Die Abweisung
14. Riflessioni per cavallerizzi oppure Riflessioni per un cavaliere (1909-10), titolo originale: Zum Nachdenken für Herrenreiter
15. La finestra sulla via oppure La finestrina (1906-09), titolo originale: Das Gassenfenster
16. Desideri di diventare indiani oppure Desiderio di diventare un indiano (1909-10), titolo originale: Wunsch, Indianer zu werden
17. Gli alberi (1904-05), titolo originale: Die Bäume
18. Infelicità oppure Essere infelici (1910), titolo originale: Unglücklichsein

- Un medico di campagna (Ein Landarzt, in italiano conosciuto anche come Il medico condotto) è una raccolta di 14 racconti scritti tra il 1914-17 (12 dei quali tra il 1916-17) e pubblicata da Kurt Wolff nel 1919 con la dedica a suo padre. I titoli dei racconti sono:

1. Il nuovo avvocato[2] (titolo originale: Der neue Advokat, 1917)
2. Un medico di campagna oppure Un medico condotto (titolo originale: Ein Landarzt, 1916-17)
3. In loggione oppure In galleria (titolo originale: Auf der Galerie, 1916-17)
4. Un vecchio foglio (titolo originale: Ein altes Blatt, 1917)
5. Davanti alla legge (titolo originale: Vor dem Gesetz, 1914; primo frammento de Il processo)
6. Sciacalli e arabi (titolo originale: Schakale und Araber, 1917)
7. Una visita nella miniera (titolo originale: Ein Besuch im Bergwerk, 1917)
8. Il prossimo villaggio oppure Il villaggio vicino (titolo originale: Das nächste Dorf, 1916-17)
9. Un messaggio dell'imperatore (titolo originale: Eine kaiserliche Botschaft, 1917)
10. Il cruccio del padre di famiglia (titolo originale: Die Sorge des Hausvaters, 1917)
11. Undici figli (titolo originale: Elf Söhne, 1917)
12. Un fratricidio (titolo originale: Ein Brudermord, 1916-17)
13. Un sogno (titolo originale: Ein Traum, 1914-15)
14. Una relazione per un'Accademia (titolo originale: Ein Bericht für eine Akademie, 1917)

- Un digiunatore (Ein Hungerkünstler, letteralmente "Un artista della fame") è una raccolta di racconti pubblicata per la prima volta a Berlino da Verlag Die Schmiede nel 1924. I titoli sono:

1. Primo dolore[3] (titolo originale: Erstes Leid, 1922)
2. Una donnina (titolo originale: Eine kleine Frau, 1923)
3. Un digiunatore (titolo originale Ein Hungerkünstler, 1922)
4. Giuseppina la cantante ossia il popolo dei topi (titolo originale: Josephine, die Sängerin, oder Das Volk der Mäuse, 1924)

- Durante la costruzione della muraglia cinese (Beim Bau der chinesischen Mauer) è una raccolta di racconti postumi, in totale 37, il cui titolo deriva da uno di loro; sono stati editi da Max Brod con l'aiuto di Hans-Joachim Schops nel 1932. I titoli sono:

1. Il maestro del villaggio[4] (Der Dorfschullehrer, 1914, titolo dato da Brod: Der Riesenmaulwurf)
2. Blumfeld, un vecchio scapolo oppure Blumfeld, uno scapolo anzianotto (Blumfeld, ein älterer Junggeselle, 1915)
3. Il custode della cripta (Der Gruftwächter, 1916-17, titolo di Brod)
4. Il ponte (Die Brücke, 1917, titolo di Brod)
5. Il cacciatore Gracco (Der Jäger Gracchus, 1917, titolo di Brod)
6. Frammento per «Il cacciatore Gracco»
7. Il cavaliere del secchio (Der Kübelreiter, 1917, in realtà pubblicato in precedenza sulla Prager Presse nel 1921)
8. Epilogo per «Il cavaliere del secchio»
9. Durante la costruzione della muraglia cinese (Beim Bau der chinesischen Mauer, 1917)
10. Frammento per «La costruzione della muraglia cinese»
11. Altro frammento per «La costruzione della muraglia cinese»: L'arrolamento (Die Truppenaushebung, 1920)
12. Il colpo contro il portone (Der Schlag and Hoftor, 1917, titolo di Brod)
13. Il vicino (Der Nachbar, 1917, titolo di Brod)
14. Un incrocio (Eine Kreuzung, 1917)
15. Confusione d'ogni giorno (Eine alltägliche Verwirrung, 1917, titolo di Brod)
16. La verità intorno a Sancio Panza (Die Wahrheit über Sancho Pansa, 1917, titolo di Brod)
17. Il silenzio delle sirene (Das Schweigen der Sirenen, 1917, titolo di Brod)
18. Prometeo (Prometheus, 1918, titolo di Brod)
19. Lo stemma cittadino (Das Stadtwappen, 1920, titolo di Brod)
20. Poseidone (Poseidon, 1920, titolo di Brod)
21. Vita in comune (Gemeinschaft, 1920, titolo di Brod)
22. Di notte (Nachts, 1920, titolo di Brod)
23. La supplica respinta (Die Abweisung, 1920, titolo di Brod. Il testo di Kafka è conosciuto anche con il titolo tratto dall'inizio: Unser Städtchen liegt…)
24. La questione delle leggi (Zur Frage der Gesetze, 1920)
25. L'esame (Die Prüfung, 1920, titolo di Brod)
26. L'avvoltoio (Der Geier, 1920, titolo di Brod)
27. Il timoniere (Der Steuermann, 1920, titolo di Brod)
28. La trottola (Der Kreisel, 1920, titolo di Brod)
29. Favoletta (Kleine Fabel, 1920, titolo di Brod)
30. Ritorno (Heimkehr, 1920, titolo di Brod)
31. La partenza (Der Aufbruch, 1922, titolo di Brod)
32. Patrocinatori (Fürsprecher, 1922, titolo di Brod)
33. Indagini di un cane (Forschungen eines Hundes, 1922, titolo di Brod)
34. I coniugi (Das Ehepaar, 1922)
35. Rinuncia! (Gibs auf!, 1922, titolo di Brod)
36. Delle similitudini (Von den Gleichnissen, 1922-23, titolo di Brod)
37. La tana (Der Bau, 1923-24, titolo di Brod)

#### In collaborazione
- Richard e Samuel, scritto assieme a Max Brod nel 1911 era destinato a diventare un romanzo, ma ne è stato completato solamente il primo capitolo.

### Romanzi
Nessuno dei tre grandi romanzi pervenutici è nella sua versione finale o definitiva, sono pertanto tutti incompiuti e parzialmente privi di finale: 
- Il processo, composto di 10 capitoli (l'ordine dei quali rispecchia le indicazioni dell'autore), viene scritto principalmente fra l'agosto del 1914 e il gennaio del 1915, ma riveduto a più riprese da Kafka fino al 1917; sono presenti sia il capitolo iniziale che quello finale. Rimasto in un cassetto fino alla morte dell'autore avvenuta nel 1924, viene dato alle stampe (contrariamente alla volontà di Kafka, che desiderava che l'opera fosse bruciata) da Max Brod nel 1925.
- Il castello presenta soltanto una suddivisione ed è privo di titolo; Kafka comincia a lavorarci presumibilmente verso la fine del 1921, ma lo completa in gran parte nell'anno successivo. Sarà sempre l'inseparabile Max Brod che ne curerà la prima edizione nel 1926 suddividendo l'opera in venti capitoli e intitolandolo "Il Castello".
- America, composto di 8 capitoli più un'appendice, è il romanzo giovanile dell'autore scritto tra il 1911-14, (inizialmente ideato come racconto dal titolo Il fochista) ma fatto pubblicare solo nel 1927. Il titolo originario dell'opera era "Il disperso", ma Max Brod lo cambiò in "Amerika".

| Titolo                         | Titolo originale tedesco           | Note                                                                                     | Copertina della prima edizione | traduzioni italiane |
| ------------------------------ | ---------------------------------- | ---------------------------------------------------------------------------------------- | ------------------------------ | --- |
| Il processo                    | Der Process (1925)                 | Include la parabola intitolata Davanti alla legge                                        |                                | Alberto Spaini (1933), Ervino Pocar (1971), Giorgio Zampa (1973), Primo Levi (1983), Clara Morena (1984), Elena Franchetti (1986), Angiola Codacci Pisanelli (1988), Giuseppe Landolfi Petrone e Maria Martorelli (1989), Danila Moro (1994), Anita Raja (1995), Francesco Masci (1995), Enrico Badellino (1997), Lieselotte Longato (2006), Giada Perini (2009), Aldo Busco (2012), Mauro Nervi (2023) |
| Il castello                    | Das Schloss (1926)                 | pubblicato in due versioni – una prima nel 1926 a cura di Brod e una definitiva nel 1951 |                                | Anita Rho (1948), Giuseppe Porzi (1990), Clara Morena (1991), Umberto Gandini (1994), Gunhild Meyer vom Bruck-Boni (1995), Paola Capriolo (2002), Elena Franchetti (2005), Gloria Colombo (2008), Amelia De Rosa (2011), Barbara Di Noi (2014), Mauro Nervi (2023) |
| America o Amerika; Il disperso | Amerika or Der Verschollene (1927) | Include anche il racconto "Il fochista" come suo primo capitolo                          |                                | Alberto Spaini (1945), Giovanna Agabio (1989), Elena Franchetti (1990), Mirella Ulivieri (1991), Umberto Gandini (1996), Amelia De Rosa (2011), Mauro Nervi (2023) |

### Diari e quaderni
- Diari (1910-1923): comprendono osservazioni casuali, dettagli della vita quotidiana, riflessioni sulle idee filosofiche, racconti di sogni fatti e idee per le sue storie. I diari di Kafka offrono una visione dettagliata dei pensieri e sentimenti dello scrittore, così come alcune delle sue affermazioni più famose e memorabili. È stato pubblicato per la prima volta nel 1949.
  -  Diari 1910-1923, collana BCM, traduzione di e cura di Ervino Pocar, Introduzione di Remo Cantoni, Milano, Mondadori, ottobre 1953. - Collana BMM, Mondadori, marzo 1959; Collana Oscar, Mondadori, maggio 1977; in Confessioni e Diari, Collana I Meridiani, Mondadori, gennaio 1972.
- Aforismi di Zürau: sono una raccolta di 109 aforismi postumi editi nel 1946 con il titolo di "Considerazioni sul peccato, il dolore, la speranza e la vera via". Kafka li scrisse tra settembre 1917 e aprile 1918 mentre era ospite della sorella Ottla nel villaggio boemo di Zürau; il manoscritto consta di 105 foglietti numerati.
- Quaderni in ottavo sono otto quaderni, scritti tra il 1914 e il 1917 ed editi postumi nel 1953.
- Gespräche mit Kafka: Erinnerungen und Aufzeichnungen (1951), conversazioni con Gustav Janouch (1903-1968), risalenti secondo lui al 1920, considerate da qualche critico come appendice dell'opera kafkiana, benché da altri ritenute quasi spurie.
  - Colloqui con Kafka, trad. di Ervino Pocar, con note e chiarimenti di Alma Urs e Ervino Pocar, Aldo Martello, Milano. 1952; poi in appendice a Franz Kafka, Conversazioni e Diari, Collana I Meridiani, Mondadori, Milano, 1972, pp. 1055-1161.
  - Conversazioni con Kafka (sull'edizione ampliata del 1968), trad. Maria Grazia Galli, Guanda, Milano, 1991, 1998, 2005.
  - alcune pagine sono nell'antologia di testimonianze Quando Kafka mi venne incontro..., a cura di Hans-Gerd Koch, trad. di Franco Stelzer, Nottetempo, Roma. 2007, pp. 240-246.
  - Nuova ed. in lingua tedesca: Onomato Hoerbuecher, Düsseldorf, 2008, ISBN 978-3-939511-22-9.

### Epistolari e lettere
- Lettera al padre (Brief an den Vater), scritta nel 1919 e pubblicata postuma nel 1952.
- Lettere a Felice, epistolario intercorso con Felice Bauer tra il 1911 e il 1914 e pubblicato nel 1967 a cura di Erich Heller e Jürgen Born. Include anche alcune lettere di Kafka a Grete Bloch[5].
- Lettere a Milena, raccoglie alcune delle lettere inviate a Milena Jesenská tra il 1920 e il 1923, pubblicate a cura di Willy Haas[6].
- Lettere a Ottla e alla famiglia, include anche le lettere ai genitori di Kafka, alla sorella Ottla (Ottilie Davidova, nata Kafka, 1892-1943), oltre a cartoline e disegni. Conservate dal marito e dai figli di Ottla, sono state originariamente pubblicate in tedesco, a cura di Hartmut Binder e Klaus Wagenbach, nel 1974[7].
- Lettere 1902-1924, pubblicate per la prima volta nel 1959 comprendono una selezione dai foglietti di carta utilizzati da Kafka per comunicare nelle ultime settimane della sua vita quando gli fu consigliato di non parlare[8].
- Le ultime lettere ai genitori 1922-1924, a cura di Josef Čermák e Martin Svatoš, trad. di Claudio Groff, con un saggio di Pietro Citati, Rizzoli, Milano, 1990.
- Un altro scrivere. Lettere 1904-1924 (Max Brod - Franz Kafka. Eine Freundschaft. Briefwechsel, Fischer Verlag, 1989), con Max Brod, a cura di Malcolm Pasley, trad. di Marco Rispoli (lettere di Brod) e Luca Zenobi (lettere di Kafka), Collana La Quarta Prosa, Neri Pozza, Vicenza, 2007, 2024, ISBN 978-88-545-3019-5.

### Saggi e scritti legati al lavoro
- Relazioni (1908-1916), a cura di Michael Müller e Andreina Lavagetto, Torino: Einaudi, 1988
- The Office Writings, a cura di Stanley Corngold, Jack Greenberg e Benno Wagner, Princeton University Press, 2008. ISBN 978-0-691-12680-7